# Реп-батл
Реп-батл чи бетл (англ. battle rap) — змагання двох виконавців в жанрі реп за допомогою спеціального римоскладання. У класичному розумінні реп-батл — словесний поєдинок між реп-виконавцями; в більш широкому розумінні поєдинок може відбуватися між різною кількістю опонентів, а учасники необов'язково повинні мати відношення до реп-культур.

## Історія
Відповідно до теорії, висунутої професором Ференцем Сасом, реп-батли беруть свій початок від шотландського виду мистецтва, іменованого «flyting», який мав певну популярність в XVI столітті в питних закладах Шотландії. Суть полягала у взаємній образі двома поетами один одного й реалізовувалася у віршованій формі. Пізніше даний вид розваги був перейнятий американськими рабовласниками, які влаштовували подібні баталії серед своїх рабів. Через кілька століть даний напрямок видозмінилася і набув звичну назву «реп-батл»
Перші реп-батли почали проводитися на початку 1980-х. Один з найранішніх батлів відбувся в грудні 1982 року в Нью-Йорку (США) між американськими реперами Kool Moe Dee і Busy Bee Starski. У 1980-х репер Big Daddy Kane в книзі «How to Rap» сказав: «… будучи MC з 80-х, ти мислиш в форматі реп-батла … ти зосереджуєшся на пошуку забійної рими, коли тобі потрібно когось забатлити … вже не думаючи про римі для пісні». Також реп-батл асоціюється з олдскульством в хіп-хопі. Розквіт батлів на відкритих майданчиках припав в період 1980-1990-х років в США. Найвідоміші батли були включені в книгу «Book of Rap Lists»: Roxanne Wars (1984—1985), Juice Crew проти Boogie Down Productions (1986—1988), Kool Moe Dee проти LL Cool J (1987—1991), MC Serch проти MC Hammer (1989—1994), Dr. Dre і Snoop Dogg проти Luke (1992—1993), Common проти Айс Кьюба (1994—1996), MC Pervis і Brand New Habits і LL Cool J проти Canibus.

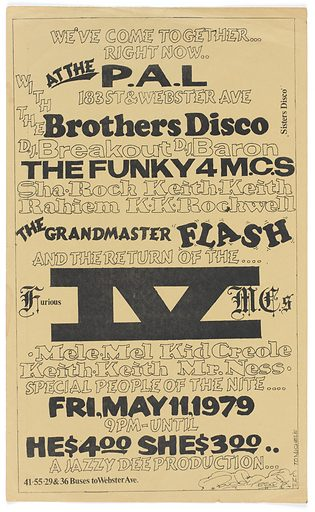
Запрошення на реп-батл у Бронксі. Дизайн: Buddy Esquire, 1979

У 1990-х в США популярність здобули фристайл-батли. Даний вид батлів складається з трьох раундів і дозволяє виявити найхаризматичніших і найартистичніших реп-виконавців. Фрістайл-батл відбувається з афроамериканського звичаю усній гри «дюжини» (англ. Dozens). Споконвічний принцип фристайл-батла полягав в повній імпровізації під час виступу, однак в даний час в основному текст для батлів пишеться і заучується заздалегідь. З початку 2000-х реп-батли з'явилися на американському телебаченні. Змагання проводилися в різних телешоу на таких телеканалах як HBO, BET і MTV. Фрістайл-батла був присвячений фільм «8 миля» з Емінемом.
Перший турнір, присвячений реп-батла, був організований в 2006 році в Лондоні (Велика Британія) під назвою Jump Off TV's World Rap Championships, в якому змагалися реп-виконавці з Великої Британії і США. В даний час найвідомішими турнірами по реп-батла є King of the Dot (Канада), Do not Flop (Велика Британія), Ultimate Rap League (США), GrindTimeNow (США), FlipTop (Філіппіни).

## Формати батла
- Онлайн-батл-дані батли найчастіше проходять у форматі сходів, кожен ступінь яких іменується раундом. Учасники записують трек на задану тему під вільний біт. Після чого суддівська колегія виставляє учасникам бали, керуючись наявними в їх розпорядженні критеріями. Таким чином учасники, які набрали найбільшу кількість балів, проходять на щабель вище в наступний раунд, де змінюється тема треку — інші учасники вибувають. Яскравим прикладом такого формату слугують батли, які проводилися на інтернет-порталі hip-hop.ru
- Текстовий онлайн-батл — має схожі правила з простим онлайн-батлом, однак різниця полягає в тому, що учасники не записують треки, обмежуючись лише текстом. В такому випадку увага приділяється не дикції і технічності читання, а дотримання складів і якості римування[3].
- Офлайн-батл — батли даного формату відрізняються від двох попередніх місцем проведення, бо МС не відправляли свої тексти і треки в Інтернет, а виступають з ними вживу перед аудиторією. Даний формат є найскладнішим для МС, бо крім дикції необхідно мати харизму, щоб зуміти зацікавити людей, перед якими ведеться виступ, а також мати гарну пам'ять, щоб запам'ятати написаний текст. Зараз більшість офлайн-батлів проходить у вигляді заходів, виступи на яких записуються і після викладаються в Інтернет. До цього формату відносяться ліги King of the Dot, Do not Flop, Versus Battle, Slovo, RBL і інші[4].

## Види реп-батлів
- Фрістайл-батл — має на увазі під собою виступ МС без заготовленого тексту. Таким чином оцінюється не тільки кількість рим і якість ударних ліній (панчів), а й уміння швидко імпровізувати, римуючи буквально на ходу.
- Комплементарний батл — оспівування противника. У компліментарних батлах важливі не стільки самі компліменти, скільки підколювання їх подачі, наявність сарказму, гумор і якась абсурдність компліментів.
- BPM-батл — різновид, притаманний лише оффлайн-батлам, особливість якого полягає в тому, що учасники виступають не акапельно, а під вибраний або випадковий музичний супровід. Назва BPM взято від однойменної одиниці виміру в музиці. По ходу розвитку батлів перераховані вище види змішувалися, утворюючи формати фристайл-BPM-батлів, компліментарних-BPM-батлів і т. ін.
- Тематичний батл — батл, в якому учасники читають свій текст від імені вигаданих персонажів. У більшості випадків такі батли є постановними.

## Техніки

### Римування реп
У батлах використовується безліч прийомів з репу і поезії. Крім простих рим широко використовуються подвійні (даблрайм), потрійні (тріплрайм) рими, панторими й так далі. На відміну від поезії правила римування в реп-батлах більш спрощені.
Існує кілька прийомів римування: розбиття (квадратні, звичайні, складні) і дублювання. Розбиття — це прийом римування, при якому римуються склади одного довшого слова зі складами декількох більш коротких. Звичайні розбиття засновані на співзвуччі окремих словосполучень. Складні розбиття засновані на співзвуччі декількох словосполучень в рядку.

### Панчі
Панч, панчлайн (випад, підколювання) — фрагмент тексту, заснований на подвійному (іноді потрійному) сенсі і / або грі слів, як правило, націлений на образу опонента. Наслідком панча є захоплена реакція аудиторії, яка і визначає успішність панча. Панчі бувають особистими і загальними. Особисті панчі ґрунтуються на висміюванні фактів з біографії або особистому житті опонента. Загальні панчі будуються на висміюванні опонента поза контекстом його особистому житті, наприклад, на висміювання його зовнішнього вигляду або псевдоніма.

### Гострайтінг
Написання тексту виконавцю іншим автором. Також мається на увазі і подальша передача прав на текст. На батлах гострайтінг засуджується, але не забороняється

## Читка

### Флоу
Техніка читання, активно практикується в репі і в культурі хіп-хопу в цілому. Флоу базується на поєднанні швидкості читання і інтонації. В реп-батлах флоу використовується для демонстрації артикуляції техніки. Фастфлоу — стиль подачі, побудований на перебіганнях і прискореннях.

### Фрістайл
Техніка, заснована на повній імпровізації і виключення заздалегідь написаного і вчиненого тексту. З фрістайлу зародилися реп-батли спочатку, проте останнім часом від цієї техніки на сучасних турнірах відмовляються.

### Doubletime
Читка в двічі швидше ритму музики. Використовується в батлах під музичний біт.

### Грайм
Грайм — музичний жанр, що виходить від герідж. Поєднує в собі електронну музику і мінімалістичний брейкбіт під малі барабани і глухі баси. Існує в зв'язці з читанням під біт 140 ударів в хвилину в стилі R & B з набором пауз і зміною ритму і інтонації під час виконання. На слух Грайм нагадує художнє читання віршів, але в більш високому темпі і агресивної інтонації.
«Бра!» (Англ. Braap) — характерне вигук, яке вимовляють учасники батла або глядачі в залі під час виконання читки під Грайм.

### Делівері
Вставка вокального мотиву при читанню. У батлах під музичний біт іноді використовується для епатажу або різноманітності.

### Фліп
Відповідь після раунду опонента. Поки опонент зачитує свій текст, виконавець помічає з його тексту якісь факти і обмірковує на них відповідні рядки. Фліп найчастіше використовується на початку раунду, але також практикується прив'язка флипа до будь-якого місця в тексті прямо під час батла. Фліп вважається вдалим, якщо вдалося підловити опонента на брехні або виконати панчі за фактами з його тексту.

## У музичній культурі
- Реп-батл іноді використовується при запису музичних альбомів і кліпів. Часто практикується на концертах реп-виконавців при колаборації, зазвичай демонструється у вигляді показового виступу.
- Фільм 2002 року «8 миля» присвячений реп-батлам у Детройті, а саме Джиммі «Кролику» Сміту, якого грає уродженець Детройту та репер Емінем. У фільмі також беруть участь репери Xzibit, Proof і Obie Trice. Фільм базується на підйомі Емінема на хіп-хоп сцені Детройта під час виступів на змаганнях у стилі реп-батл. Персонаж Future, якого грає Мехі Файфер, заснований на образі виконавця Proof, також народженому в Детройті та другові Емінема. Shalter (Притулок), місце дії більшості батлів фільму, базується на реальній локації в Детройті, де виступав Емінем, хоча сцени не були зняті в справжньому Shelter.
- Документальний фільм 2004 року The Battle for L.A.: Footsoldiers, Vol. 1 документує батлову реп-сцену Лос-Анджелеса.
- У серіалі YouTube Epic Rap Battles of History представлені історичні особи та вигадані персонажі, які виконують батл-репи один проти одного, а глядачі вирішують, хто переможе.
- У Tomodachi Life є реп-батл, який відбувається біля фонтану.
- У грі Friday Night Funkin' (2020) головний герой на ім'я Бойфренд намагається завоювати серце Подруги, змагаючись у музичних батлах із різними персонажами[5].
- Фільм Bodied 2017 року, створений Джозефом Ханом і спродюсований Емінемом, мав сценарій, написаний учасниками багатьох реперів та представників цієї культури. У фільмі герой актора Калума Ворті досягає успіху та викликає обурення, коли його інтерес до батл-репу як предмету дипломної роботи перетворюється на одержимість змаганням. Прем'єра відбулася на кінофестивалі в Торонто в 2017 році[6].
- У 12-му епізоді аніме-серіалу D4DJ Рей і Махо організовують реп-батл між друзями дитинства Рінку Аймото та Муні Онаруто, намагаючись допомогти їм вирішити їхні розбіжності[7].
- У 2022 році документальний серіал Netflix «Опівнічна Азія» показав 10-й ювілейний фестиваль FlipTop Battle League у своєму епізоді в Манілі.